# Prix littéraires du Gouverneur général 1994
Liste des Prix littéraires du Gouverneur général pour 1994, chacun suivi des finalistes.

## Français

### Prix du Gouverneur général: romans et nouvelles de langue française
- Robert Lalonde, Le Petit Aigle à tête blanche
- Réjean Ducharme, Va savoir
- Daniel Poliquin, L'Écureuil noir
- Hélène Rioux, Pense à mon rendez-vous
- Sylvain Trudel, Les Prophètes

### Prix du Gouverneur général: poésie de langue française
- Fulvio Caccia, Aknos
- Marcel Labine, Machines imaginaires
- Rachel Leclerc, Rabatteurs d'étoiles
- Paul Chanel Malenfant, Hommes de profil
- Pierre Ouellet, Vita chiara, villa oscura

### Prix du Gouverneur général: théâtre de langue française
- Michel Ouellette, French Town
- Michelle Allen, Morgane
- Yvan Bienvenue, Histoires à mourir d'amour
- Claude Poissant, Si tu meurs, je te tue
- Jean-Pierre Ronfard, Cinq études

### Prix du Gouverneur général: études et essais de langue française
- Chantal Saint-Jarre, Du sida
- Fernand Dumont, Genèse de la société québécoise
- Jean Lamarre, Le Devenir de la nation québécoise
- Ginette Pelland, La Peur des mots
- Georges E. Sioui, Les Wendats : une civilisation méconnue

### Prix du Gouverneur général: littérature jeunesse de langue française - texte
- Suzanne Martel, Une belle journée pour mourir
- Marie-Danielle Croteau, Un monde à la dérive
- François Gravel, Klonk

### Prix du Gouverneur général: littérature jeunesse de langue française - illustration
- Pierre Pratt, Mon chien est un éléphant
- Sylvie Deronzier, Tartarin et le lion
- Stéphane Poulin, Le Parc aux sortilèges
- Rémy Simard, Monsieur noir et blanc
- Gilles Tibo, Simon et la plume perdue

### Prix du Gouverneur général: traduction de l'anglais vers le français
- Jude Des Chênes, Le Mythe du sauvage
- Claire Dupond et Hervé Juste, Les Spécialistes des sciences sociales et la politique au Canada
- Michèle Marineau, Au-delà des ténèbres
- Normand Paiement et Hervé Juste, Les Géants des ordures
- Daniel Poliquin, Le Récit de voyage en Nouvelle - France de l'abbé peintre Hugues Pommier

## Anglais

### Prix du Gouverneur général: romans et nouvelles de langue anglaise
- Rudy Wiebe, A Discovery of Strangers
- Margaret Atwood, The Robber Bride
- Donna McFarlane, Division of Surgery
- Alice Munro, Open Secrets
- Russell Smith, How Insensitive

### Prix du Gouverneur général: poésie de langue anglaise
- Robert Hilles, Cantos from a Small Room
- Robin Blaser, The Holy Forest
- Polly Fleck, The Chinese Execution
- Monty Reid, Dog Sleeps

### Prix du Gouverneur général: théâtre de langue anglaise
- Morris Panych, The Ends of the Earth
- Joanna McClelland Glass, If We Are Women
- Wendy Lill, All Fall Down
- Bryden MacDonald, Whale Riding Weather

### Prix du Gouverneur général: études et essais de langue anglaise
- John A. Livingston, Rogue Primate: An Exploration of Human Domestication
- Sharon Butala, The Perfection of the Morning: An Apprenticeship in Nature
- Denise Chong, The Concubine's Children: Portrait of a Family
- Joan Haggerty, The Invitation: A Memoir of Family Love and Reconciliation
- Peter Larisey, Light for a Cold Land: Lawren Harris's Work and Life-An Interpretation

### Prix du Gouverneur général: littérature jeunesse de langue anglaise - texte
- Julie Johnston, Adam and Eve and Pinch-Me
- Sarah Ellis, Out of the Blue
- Carol Matas, The Burning Time
- Jim McGugan, Josepha: A Prairie Boy's Story
- Ken Roberts, Past Tense

### Prix du Gouverneur général: littérature jeunesse de langue anglaise - illustration
- Murray Kimber, Josepha: A Prairie Boy's Story
- Marie Lafrance, La Diablesse and the Baby
- Michèle Lemieux, There Was An Old Man...: A Collection of Limericks
- Laurie McGaw, Polar the Titanic Bear
- Martin Springett, Who

### Prix du Gouverneur général: traduction du français vers l'anglais
- Donald Winkler, The Lyric Generation: The Life and Times of the Baby Boomers
- Patricia Claxton, Tchipayuk or The Way of the Wolf
- Sheila Fischman, The Sound of Living Things
- David Homel, An Aroma of Coffee
- Shelley Tepperman, Playing Bare